# أهارون عمار
أهارون عمار (بالعبرية: אהרן אמר‏) (و. 1937  م) هو لاعب كرة قدم، من إسرائيل، ولد في المغرب، يلعب كمهاجم.

## روابط خارجية
- أهارون عمار على موقع قاعدة بيانات كرة القدم.إي يو (الإنجليزية)